# Мокре (Моґіленський повіт)
Мокре (пол. Mokre) — село в Польщі, у гміні Домброва Моґіленського повіту Куявсько-Поморського воєводства.
Населення — 665 осіб (2011).
У 1975-1998 роках село належало до Бидгощського воєводства.

## Демографія
Демографічна структура станом на 31 березня 2011 року:
|          | Загалом | Допрацездатний вік | Працездатний вік | Постпрацездатний вік |
| -------- | ------- | ------------------ | ---------------- | -------------------- |
| Чоловіки | 342     | 72                 | 248              | 22                   |
| Жінки    | 323     | 75                 | 190              | 58                   |
| Разом    | 665     | 147                | 438              | 80                   |